# الإسلاميون (برنامج)
الإسلاميون هو برنامج وثائقي من 17 جزءًا من إنتاج قناة الجزيرة، يدرس التيار الإسلامي السياسي والأحزاب والحركات والجماعات الإسلامية المؤثرة في المنطقة العربية خصوصًا، و‌العالم الإسلامي عمومًا منذ نشأتها وإلى الآن. وأهم الحركات التي يتناول دراستها جماعة الإخوان المسلمين ومؤسسها حسن البنا وأحد منظرية ا الكبار سيد قطب، و‌الجماعة الإسلامية في باكستان، و‌حزب التحرير، و‌الثورة الإيرانية، و‌الجماعات الإسلامية الجهادية.

## تميز البرنامج
البرنامج هو الأول من نوعه الذي يتصدى لقراءة الظاهرة الإسلامية السياسية وقواها الرئيسية. بدأ بث البرنامج من السبت 7 نوفمبر 2009

## الإنتاج
السلسلة من إنتاج قناة الجزيرة الإخبارية وقد أشرف على وضع النص العلمي والتاريخي الأستاذ الدكتور بشير نافع أستاذ التاريخ بجامعة لندن أما المنتج والمخرج لهذه السلسلة الوثائقية فهو المخرج أحمد محفوظ مدير قناة الجزيرة الوثائقية.

## حلقات البرنامج
- برومو البرنامج: 1 على يوتيوب- 2 على يوتيوب- 3 على يوتيوب- 4 على يوتيوب
- الجزء 1: مقدمة الوثائقي: الإسلام والسياسة، 6 نوفمبر 2009 - فيديو على يوتيوب
- جزء 2: الرواد الإصلاحيون، 13 نوفمبر 2009 - فيديو على يوتيوب
- جزء 3: الإخوان المسلمون وحسن البنا، 20 نوفمبر 2009 - فيديو على يوتيوب
- جزء 4: [الإخوان المسلمون والثورة]، 27 نوفمبر 2009، - فيديو على يوتيوب
- جزء 5: حزب التحرير، 4 ديسمبر 2009، - فيديو على يوتيوب
- جزء 6: المودودي والجماعة الإسلامية، 11 ديسمبر 2009، - فيديو على يوتيوب
- جزء 7: انتقام المفكر: سيد قطب[وصلة مكسورة]، 18 ديسمبر 2009 - فيديو على يوتيوب
- جزء 8: الصعود الثاني للإسلاميين، 25 ديسمبر 2009، - فيديو على يوتيوب
- جزء 9: ثورة الفقية والشعب[وصلة مكسورة]، 1 يناير 2010، - فيديو على يوتيوب
- جزء 10: الصدام مع النظم الحاكمة: مصر وسوريا والجزائر، 8 يناير 2010 - فيديو على يوتيوب
- جزء 11: [الإسلاميون المقاومون]، 15 يناير 2010 - فيديو على يوتيوب
- جزء 12: [انقلاب الإسلاميين العسكري]، 22 يناير 2010 - فيديو على يوتيوب
- جزء 13: [وجهًا لوجه مع القوى العظمى]، 29 يناير 2010 - فيديو على يوتيوب
- جزء 14: صعود الإسلاميين الإصلاحيين، 5 فبراير 2010 - فيديو على يوتيوب
- جزء 15: أزمة التيار الإصلاحي[وصلة مكسورة]، 12 فبرير 2010 - فيديو على يوتيوب
- جزء 16: حدود الانتصار الإصلاحي، 19 فبرير 2010 - فيديو على يوتيوب
- جزء 17: [الإسلاميون والمستقبل]، 4 مارس 2010 - فيديو على يوتيوب

## النشر
عام 2011 أصدر مركز الجزيرة للدراسات كتابا يحمل نفس العنوان " الإسلاميون" للدكتور بشير نافع. ويتكون من مقدمة و 16 فصل ويتماشى مع حلقات البرنامج

## انظر ايضا
- إسلاموية